# Corydalis solida
Corydalis solida es una especie de la subfamilia Fumarioideae, familia Papaveraceae.

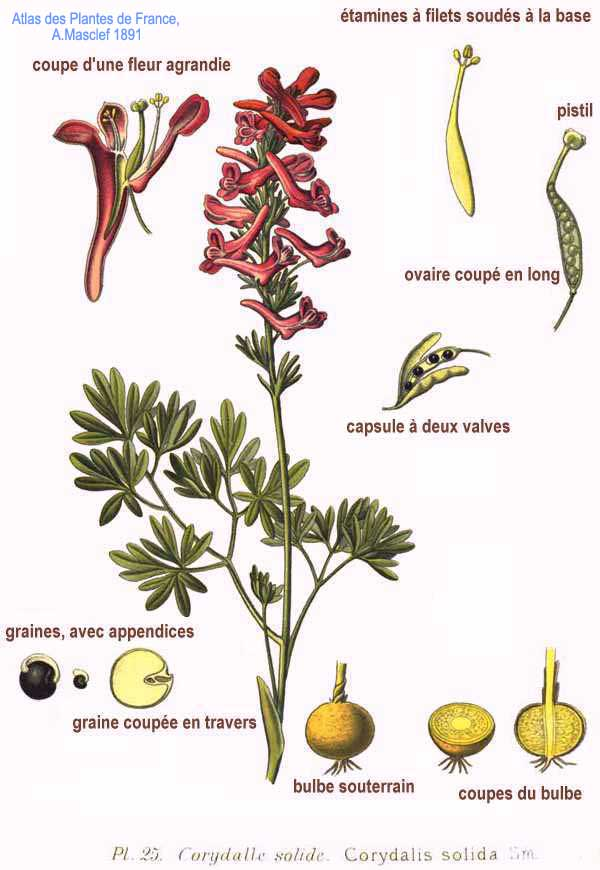
Ilustración

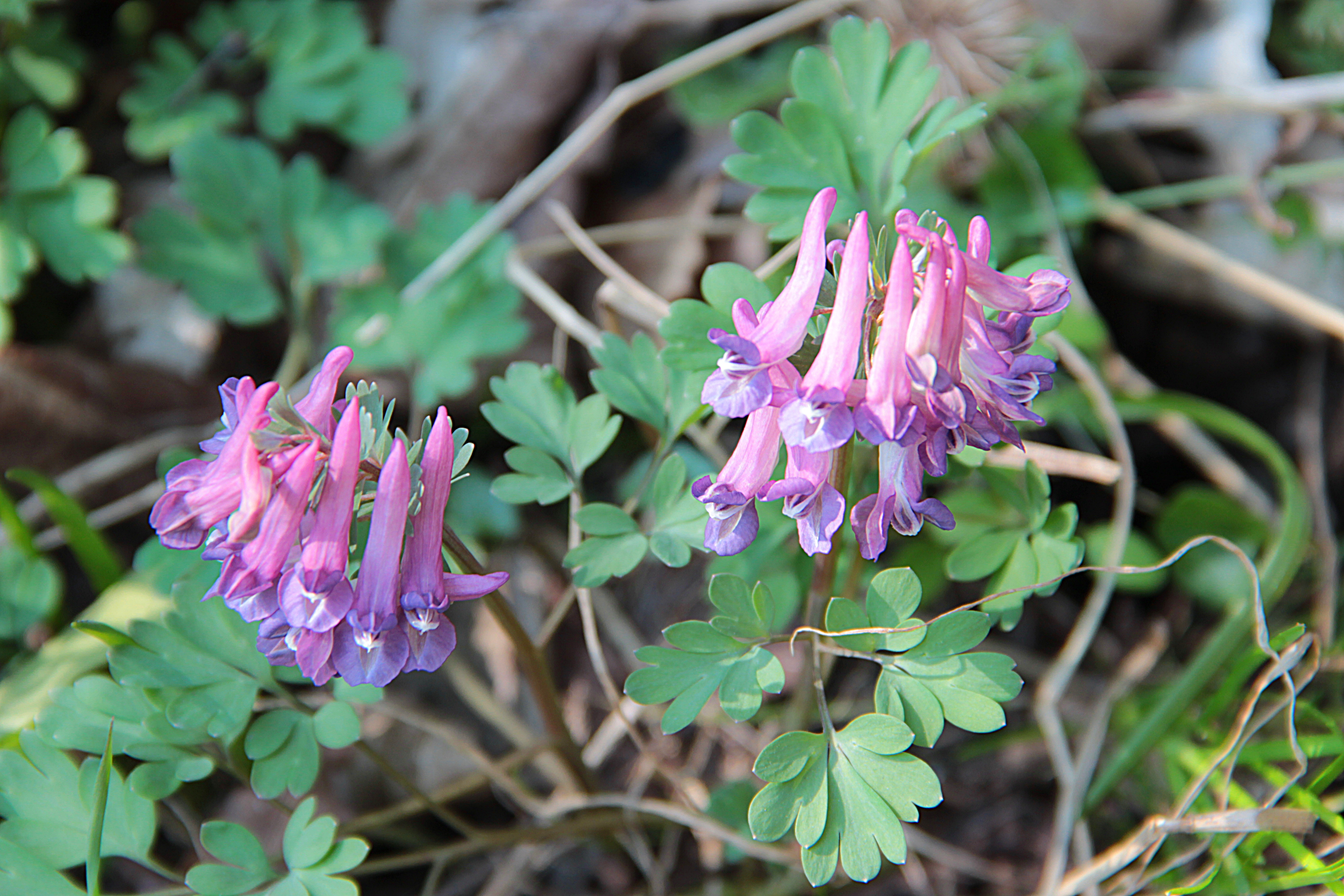
Hojas

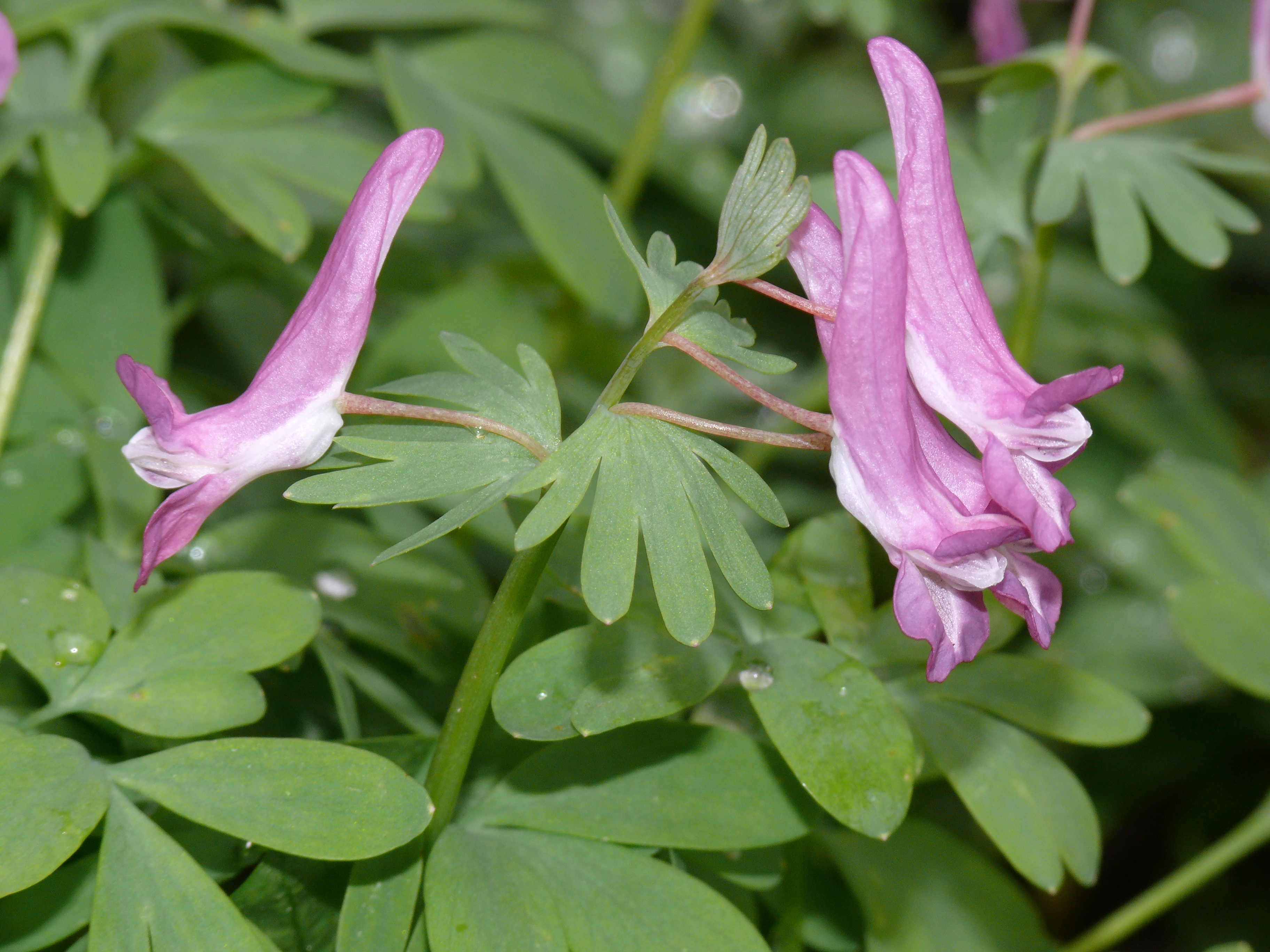
Inflorescencia

## Descripción
Planta perenne de hasta 20 cm, con una visible inflorescencia terminal de 10-20 flores morado rosadas que brota de un tallo no ramificado de hojas divididas. Flores a veces blancas o amarillas, cada una 1,5-2 cm o más largas, con un espolón casi recto. Brácteas inferiores bajo las flores, lobuladas. Hojas en su mayoría trilobuladas, lóbulos oblongos a obovados. Planta con un tubérculo redondeado bajo tierra. Especie variable. Florece en primavera.

## Distribución y hábitat
En Europa en Dinamarca, Finlandia, Alemania, Noruega, Suecia, Austria, República Checa, Hungría, Polonia, Rusia. Habita en bosques y bajo setos.

## Ecología
La planta sirve de alimento a la mariposa Parnassius mnemosyne.

## Taxonomía
Corydalis solida  fue descrita por (L.) Clairv. y publicado en Man. Herbor. Suisse 371. 1811
Etimología
Ver: Corydalis
solida: epíteto latino que significa "sólida".
Variedades
- Corydalis solida subsp. densiflora (C.Presl) Hayek
- Corydalis solida subsp. oligantha (Trinajstic) Greuter & Burdet
- Corydalis solida subsp. slivenensis (Velen.) Hayek
- Corydalis solida subsp. subremota Popov ex Lidén & Zetterlund

Sinonimia
- Borckhausenia cava P.Gaertn., B.Mey. & Schreb.
- Borckhausenia solida P.Gaertn., B.Mey. & Schreb.
- Bulbocapnos digitatus Bernh.
- Bulbocapnos halleri Spach
- Capnites digitata Dumort.
- Capnites solida Fourr.
- Capnoides bulbosa (L.) Druce
- Capnoides laxa (Fr.) Kuntze
- Capnoides remota Kuntze
- Capnoides solida (L.) Moench
- Capnoides tenella (Ledeb. ex Nordm.) Kuntze
- Capnoides tuberosa (DC.) Lyons
- Corydalis bulbosa (L.) DC.
- Corydalis depauperata Schur
- Corydalis digitata Pers.
- Corydalis gamosepala Maxim.
- Corydalis halleri (Willd.) Willd.
- Corydalis laxa Fr.
- Corydalis remota f. haitaoensis (Y.H. Chou & C.Q. Xu) C.Y. Wu & Z.Y. Su
- Corydalis tenella Ledeb. ex Nordm.
- Corydalis tenuis Schott, Nyman & Kotschy
- Cryptoceras remotum Müll.Berol
- Fumaria bulbosa L.
- Fumaria digitata Lej.
- Fumaria halleri Willd.
- Fumaria minor Roth
- Fumaria sempervirens L.
- Fumaria solida (L.) Mill.
- Pistolochia bulbosa Soják
- Pistolochia solida Bernh.
- Pseudofumaria major Borkh.
- Pseudofumaria minor Borkh.[4]